# Ancienville
Ancienville es una comuna francesa, situada en el departamento de Aisne, de la región de Alta Francia.

## Demografía
| 79 | 60 | 46 | 32 | 34 | 78 | 65 | 77 |
| Para los censos de 1962 a 1999 la población legal corresponde a la población sin duplicidades (Fuente: INSEE [Consultar]) |    |    |    |    |    |    |    |